# Riocabado
Riocabado ist ein Ort und eine zentralspanische Gemeinde (municipio) mit 125 Einwohnern (Stand: 2024) in der Provinz Ávila in der Autonomen Region Kastilien-León. 

## Lage
Riocabado befindet sich in den nördlichen Ausläufern der Sierra de Gredos gut 23 Kilometer nordnordwestlich von Ávila in einer Höhe von 905 m. Das Klima im Winter ist kühl, im Sommer dagegen trotz der Höhenlage durchaus warm; der Regen (ca. 532 mm/Jahr) fällt – mit Ausnahme der nahezu regenlosen Sommermonate – verteilt übers ganze Jahr.

## Bevölkerungsentwicklung
| Jahr      | 1970 | 1981 | 1991 | 2001 | 2011 | 2021 |
| Einwohner | 368  | 261  | 228  | 199  | 172  | 131  |

## Sehenswürdigkeiten

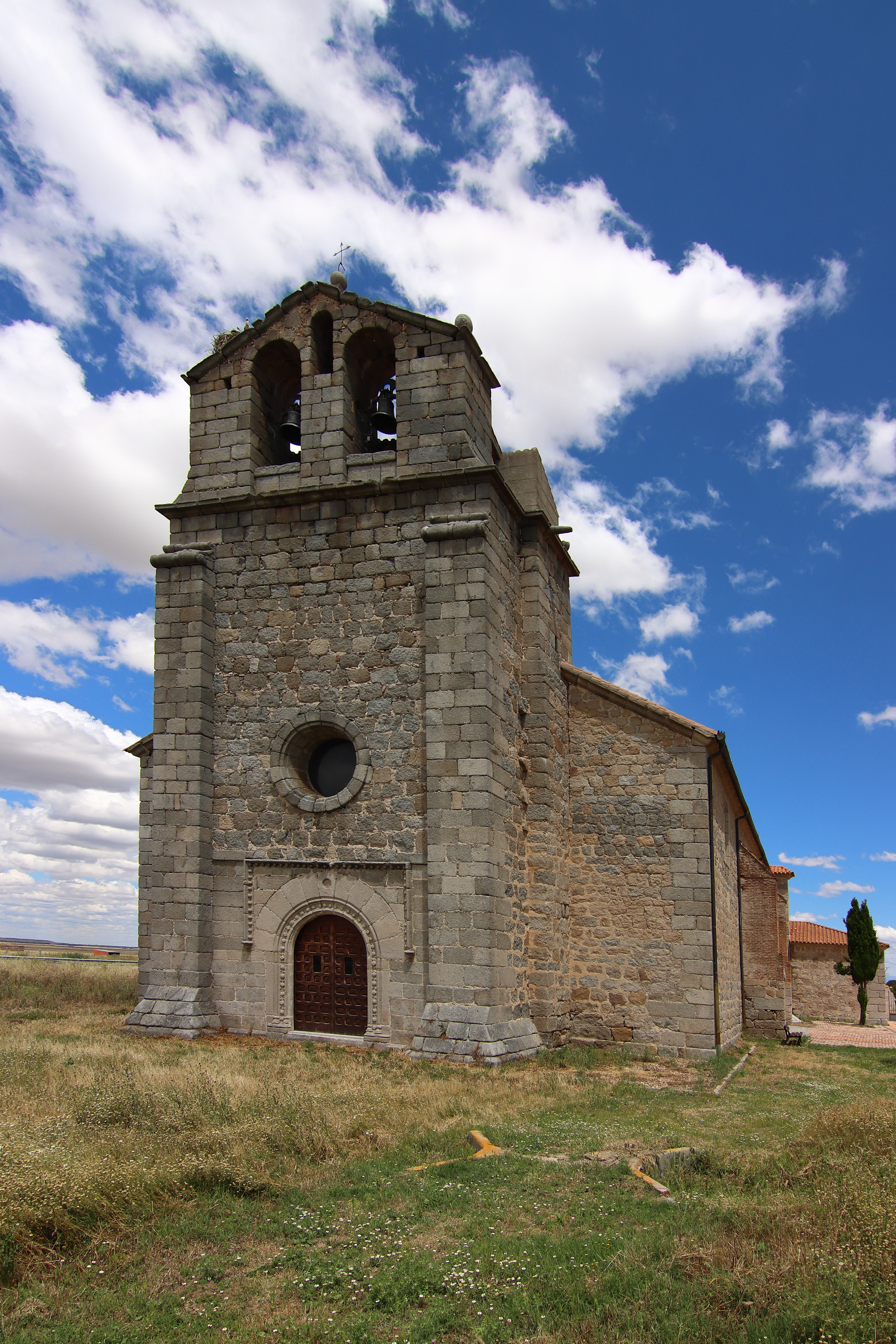
Kirche Mariä Geburt
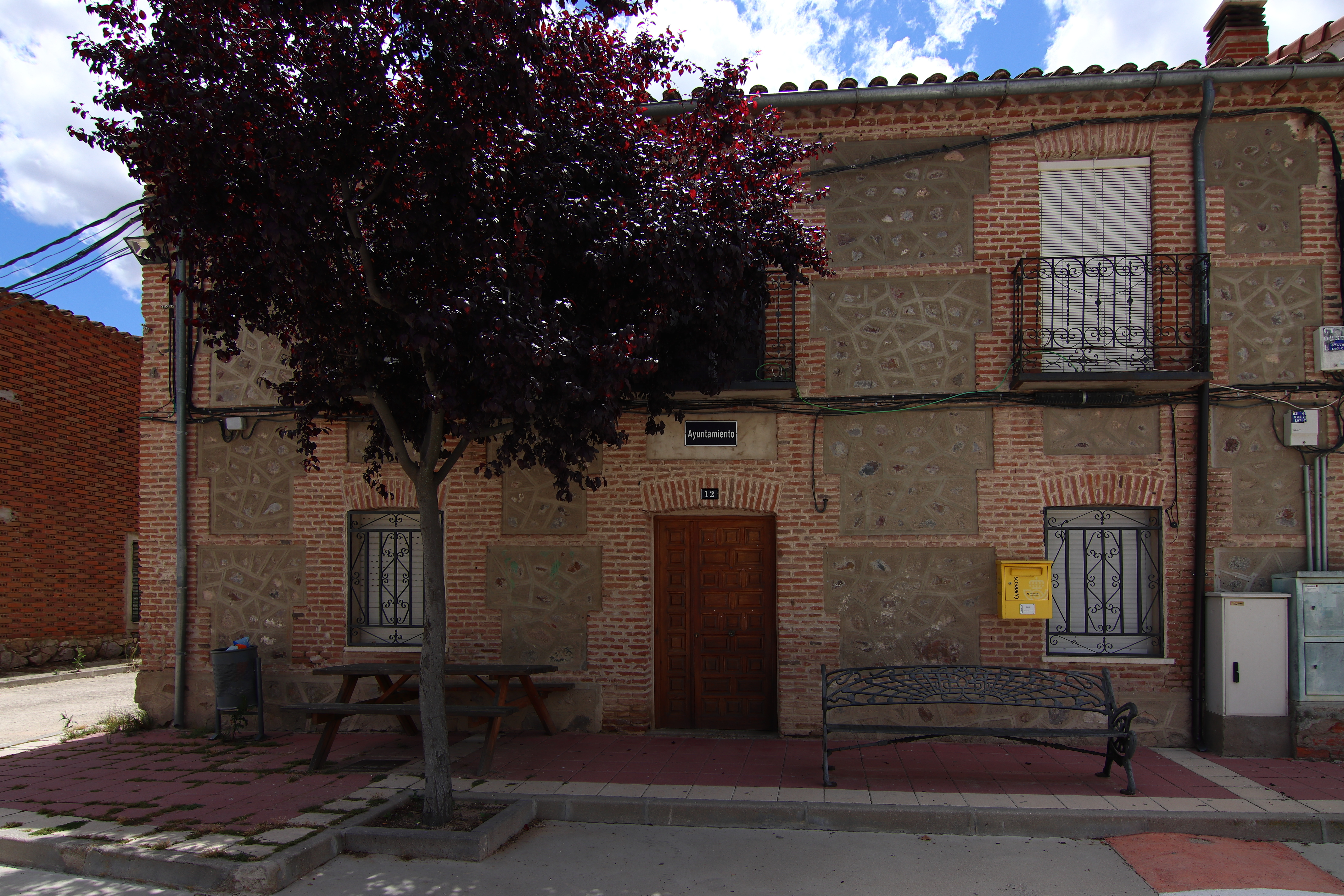
Rathaus

- Kirche Mariä Geburt
- Rathaus